# ویلفرید پفگن
ویلفرید پفگن (انگلیسی: Wilfried Peffgen؛ (زادهٔ ۱ اکتبر ۱۹۴۲ – درگذشتهٔ ۱۱ مهٔ ۲۰۲۱) ورزشکار دوچرخه‌سواری پیست اهل آلمان بود.
وی در مسابقات کشوری و بین‌المللی در مجموع برندهٔ ۳ مدال طلا، ۳ مدال نقره، ۱ مدال برنز شده‌ بود.